# Stelletta ovalae
Stelletta ovalae är en svampdjursart som beskrevs av Tanita 1965. Stelletta ovalae ingår i släktet Stelletta och familjen Ancorinidae. Inga underarter finns listade i Catalogue of Life.